# Kevin Burnham
Kevin Burnham   (Hollis, 21 de desembre de 1956 - 27 de novembre de 2020) fou un regatista estatunidenc vencedor de dues medalles olímpiques.
El 1992 va prendre part en els Jocs Olímpics d'Estiu de Barcelona, on va guanyar la medalla de plata en la categoria classe 470 del programa de vela. Va compartir vaixell amb Morgan Reeser. Quatre anys més tard, als Jocs d'Atlanta, fou vuitè en la mateixa prova amb el mateix company d'equip. La seva tercera i darrera participació en uns Jocs fou el 2004, a Atenes, on guanyà la medalla d'or en la classe 470, formant equip amb Paul Foerster.
En el seu palmarès també destaquen 11 campionats nacionals en diferents bots. Un cop retirat exercí d'entrenador.